# 中江の霊水

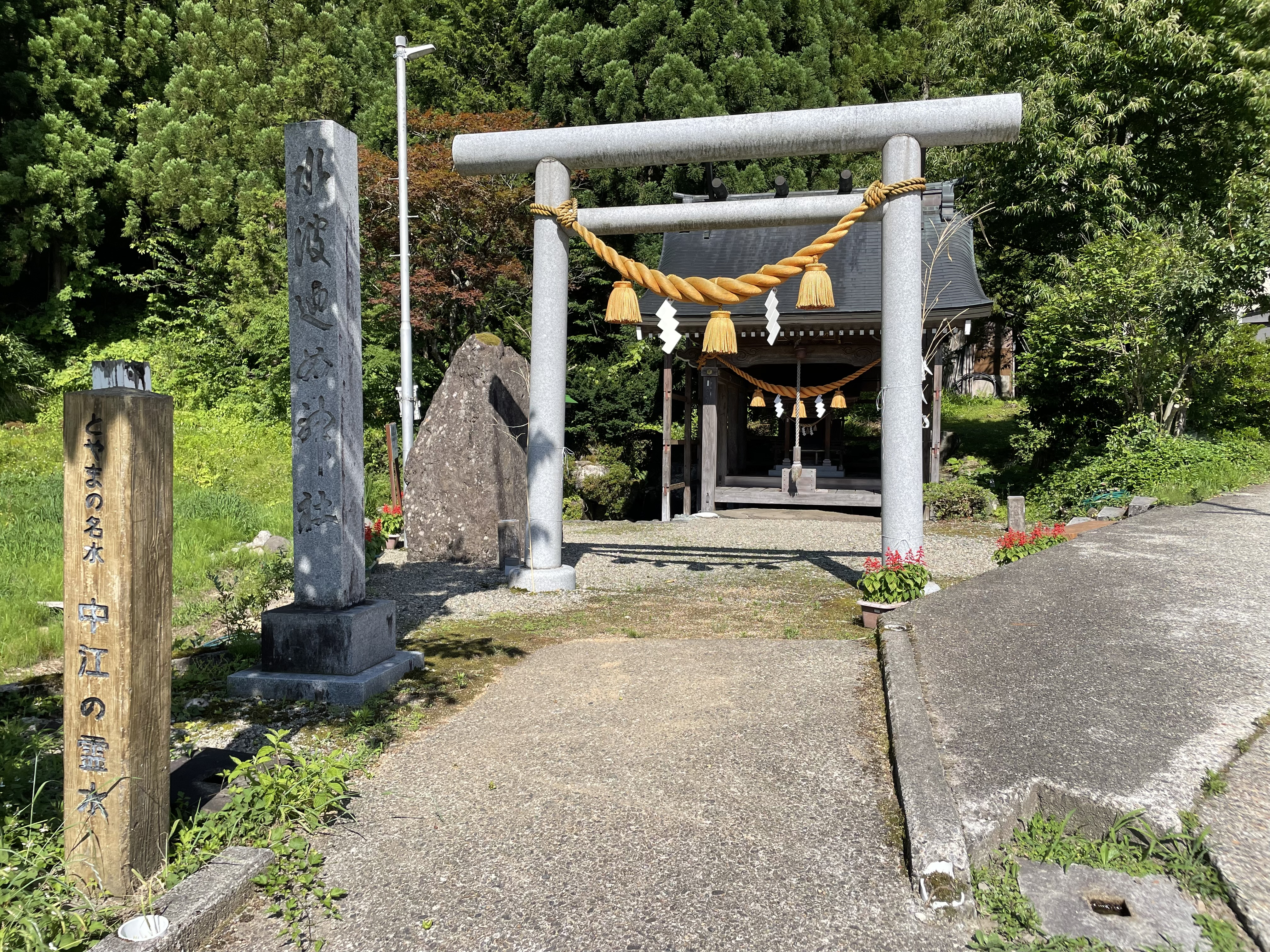
富山県南砺市東中江の霊水。

中江の霊水（なこえのれいすい）は、富山県南砺市旧平村東中江集落にある湧水である。富山県名水百選に選ばれている。

## 概要
五箇山の中江集落（現東中江）には古来より清水の湧き出る泉があり、集落の者たちが泉の上に祠を建てて、水神様を祀っていた。中江集落に火災がないのは、この水神を祀っているおかげであるとして信仰を集めており、神社登録はなされていないものの「水波廼女神社」と呼ばれている。
地元の伝承によると、洪水でご神体が庄川に流された時、お告げがあって集落の者達が再びお迎えしたという。現在の本殿は昭和26年（1951年）に改築されたものである。また、この地に水神が祀られているのは、中江集落が水運の要衝であったこととも関係があるのではないかと考えられている。
この霊水を溜めた池は古くから五箇山和紙の紙漉屋が楮洗地として利用しており、水神様のおかげで良い紙ができると言われていた。そのために水神は製紙家の守り神とも言われ、五箇山和紙生産の伝統は東中江に建てられた「五ヶ山和紙の里（道の駅たいら）」で伝承されている。中江の霊水は昭和61年（1986年）2月24日に富山県名水百選に選ばれ、平成元年（1989年）6月10日に平村の指定文化財とされた。